# Storch (Familienname)
Storch ist ein deutscher Familienname.

## Namensträger
- Alexander Storch (Mediziner) (* 1968), deutscher Neurologe
- Alexander Andrejewitsch Storch (1804–1870), russischer Offizier
- Alfred Storch (1888–1962), deutsch-schweizerischer Psychiater
- Ally Storch (* 1976), deutsche Musikerin
- Anne Storch (* 1968), deutsche Linguistin und Hochschullehrerin
- Anton Storch (Komponist) (1843–1873), österreichischer Kapellmeister und Komponist
- Anton Storch (Politiker) (1892–1975), deutscher Politiker (CDU)
- Anton Josef Storch-Alberti (1892–1976/1979), österreichischer Maler
- Anton M. Storch (1813–1887), österreichischer Komponist und Chorleiter
- Arthur Storch (1827–1892), österreichischer Freimaurer, Schriftsteller und Techniker, siehe Franz Julius Schneeberger
- Arthur Storch (1870–1947), deutscher Bildhauer
- Beatrix von Storch (* 1971), deutsche Rechtsanwältin, Bloggerin und Politikerin (AfD)
- Bernd Storch (1947–2018), deutscher Schauspieler und Kabarettist
- Carl Storch (1868–1955), österreichischer Zeichner und Karikaturist
- Carl Ludwig von Storch, Landdrost und Regierungsrat
- Daniela Storch, Zoologin und Klimawissenschaftlerin
- Eberhard Storch (1905–1978), deutscher Komponist, siehe Auf Wiedersehen (Lied)
- Eduard Štorch (1878–1956), tschechischer Schriftsteller, Archäologe und Pädagoge
- Frederik Ludvig Storch (1805–1883), dänischer Maler
- Gerhard Storch (1939–2017), deutscher Paläontologe
- Gisela Storch-Pestalozza (* 1940), deutsche Kostümbildnerin
- Günter Storch (1926–2004), deutscher Volkswirt und Politiker (FDP)
- Hans von Storch (* 1949), deutscher Klimaforscher und Meteorologe
- Heinrich Friedrich von Storch (1766–1835), deutsch-russischer Ökonom
- Helmut Storch (1912–2005), deutscher Tierpfleger und Naturschützer
- Henning von Storch (1934–2018), deutscher Politiker
- Hermann Storch (1908–1988), deutscher Partei- und Gewerkschaftsfunktionär
- Hillel Storch (1902–1983), lettischer Unternehmer
- Hinrich Storch (* 1933), deutscher Architekt und Kunstmaler
- Jin-Song von Storch (* 1961), deutsche Meteorologin und Klimatologin
- Johann Storch (1681–1751), deutscher Arzt
- Johanna Runckel-Storch (1904–1995), deutsche Juristin und Richterin
- Karin Storch (* 1947), deutsche Fernsehjournalistin
- Karl Storch (Leichtathlet) (1913–1992), deutscher Leichtathlet
- Karl Storch (Tiermediziner) (1851–1907), österreichischer Tiermediziner
- Karl Storch (Schriftsteller) (1851–1931), deutscher Pfarrer, Redakteur und Schriftsteller
- Karl Storch der Ältere (1864–1954), deutscher Maler
- Karl Storch der Jüngere (1899–1991), deutscher Maler und Grafiker
- Klaus von Storch (* 1962), chilenischer Astronautenkandidat
- Larry Storch (1923–2022), US-amerikanischer Schauspieler
- Levin Storch († um 1546), deutscher Bildhauer
- Ludwig Storch (1803–1881), deutscher Schriftsteller
- Maja Storch (* 1958), deutsche Psychotherapeutin und Autorin
- Marcus Storch (* 1942), schwedischer Ingenieur und Industrieller
- Mathias Storch (1883–1957), grönländischer Theologe und Schriftsteller
- Nikolaus Storch († 1525), deutscher Tuchmacher und Prediger
- Otto Storch (1886–1951), österreichischer Zoologe und Hochschullehrer
- Peter Storch (* 1924), grönländischer Pastor, Politiker, Lehrer und Autor
- Ricardo Storch (1935–2003), chilenischer Fußballspieler
- Rudolf Storch (1923–2014), US-amerikanischer Anglist und Hochschullehrer
- Scott Storch (* 1973), US-amerikanischer Keyboarder, Songwriter und Produzent
- Uwe Storch (1940–2017), deutscher Mathematiker
- Volker Storch (* 1943), deutscher Biologe
- Wenzel Storch (* 1961), deutscher Regisseur und Filmproduzent
- Wolfgang Storch (Regisseur) (* 1935), deutscher Film- und Theaterregisseur
- Wolfgang Storch (Dramaturg) (* 1943), deutscher Dramaturg, Kurator, Regisseur und Autor